# ААС-1937
AAC-1937 (Бронеавтомобиль пушечный 1937 года) — испанский средний бронеавтомобиль времён Гражданской войны в Испании.

## История
Ранее выпускавший грузовики завод «Дженерал Моторс» в Барселоне (General Motors Peninsular S.A.) по заказу республиканского правительства на шасси грузовика «Шевроле SD» 1937 года (позже «Шевроле» серии «Т» 1938 года), по другим данным — «Форд SD» грузоподъёмностью 1,5 тонны, начал проектировать более тяжёлый бронеавтомобиль ААС-1937 — «Шевроле-1937», позаимствовав многие решения у бронеавтомобиля UNL-35 и советского БА-6. В появлении бронеавтомобиля участвовали и советские специалисты, и проглядываются многие характерные черты советских БА-6 и БА-3. Возможно, что к проектированию ААС-1937 имели отношение советские военные инженеры А. Воробьёв и Н. Н. Алымов, ранее работавшие над UNL-35 (Union Naval de Levante). Проектирование бронеавтомобиля окончено в марте, производство доверили барселонской компании Hispano-Suiza (Испано-Сюиза). Первые образцы бронемашины, названной ААС-1937, были готовы в апреле 1937 года.
Крупносерийным выпуск не назвать, особо по советским меркам; до марта 1938 года выпускали ежемесячно около четырёх ААС-1937. Позже, из-за военно-политических причин (Каталония отрезана франкистами от основной территории республики), начались перебои с поставкой броневых листов. Выпуск броневиков спадал и прекратился в феврале 1939 года. Всего республиканская армия за время производства получила чуть более 70 бронеавтомобилей «Шевроле-1937». То ли из-за слишком растянутого и немногочисленного производства, то ли из-за перебоев с поставкой комплектующих или по другим обстоятельствам, броневики разного времени выпуска имеют небольшие различия конструкции и компоновки (например передние крылья разной формы, наличие кожуха непонятного назначения слева снизу перед задним крылом, разное количество заклёпок и накладок на броневиках разных выпусков и другое), хотя разделение на машины раннего/позднего выпуска условно.
ААС-1937 в боях начали использоваться почти сразу после начала производства. Уже в мае 1937 года несколько подавляли восстание анархистов в Барселоне. К лету 1938 года все броневики этого типа были в 1-й (Каталония) и 2-й (зона Центр-Юг) танковых дивизиях армии Республики и широко применяли в боях в Леванте — восточном Арагоне, на Центральном и Южном фронтах. Некоторые бронемашины захватили франкисты, националисты меняли пулемёты на МГ-13 и использовали броневики в боях на севере в Басконии и Кантабрии, в Андалузии, Эстремадуре и в Севилье.
После падения Каталонии, в феврале 1939 года, по разным данным, от 20 до 50 UNL-35 и ААС-1937 и несколько десятков самодельных бронеавтомобилей с войсками республиканцев перешли границу Франции и интернированы в ней. Часть бронемашин потом французами передано франкистам, но несколько они оставили и себе. Несколько ААС-1937, бывших на военных складах у Версаля летом 1940 года, после поражения Франции в 1940 году попали к немцам. В разведывательных подразделениях моторизованных частей немецкой армии эти броневики осенью 1941 года дошли до Смоленска и Подмосковья, где уничтожены Красной Армией.
В франкистской армии оставшиеся ААС-1937 в начале 1940-х годов отремонтированы, в том числе не менее десяти ААС-1937 при ремонте модернизировали — оснастили башнями с 45-мм пушками (возможно, для этого использовали башни со списанных танков Т-26 и БТ-5 или бронеавтомобилей БА-6), они получили более мощные двигатели Chevrolet объёмом 1500 см² и были в строю до 1956—1958 годов, пока их не сменили полученные в рамках военной помощи от партнёров по НАТО современные образцы американского и французского производства.

## Описание
Базовое шасси «Шевроле SD» изначально двухосное, с длинной базы 131 дюйм (3327,2 мм), при проектировании вместо одного заднего моста решили поставить тележку с двумя ведущими мостами, колёсная формула стала 4х6.
Задние мосты или Форд-Тимкен (с отличиями от мостов Газ-ААА/БА-6), или коммерческие комплекты шасси «LHD» детройтской компании «Thornton tandem company»; есть сходство рессор и других элементов тележек ААС-1937 (на сохранившихся фото) с продукцией той же Thornton tandem company; Thornton tandem company комплектовала тележки и собственной раздаточной коробкой, рессорной подвеской «Truxmore Third Axle» и, по-видимому, мостами того же Тимкен.
Бронекорпус толщиной от 4 (крыша) до 9 мм (лоб), в основном 8 мм, бронелисты поставлены с металлургического завода «Atlos Homos de Sagunto» в городе Сагунто недалеко от Валенсии, их крепили на заклёпках к каркасу из уголков и сваривали, в нескольких местах на сварные швы крепили накладки. Башня сварная многогранной формы; вооружение из 2 пулемётов (ДТ или Максим) или, затем, MG-13. Для повышения огневой мощи (по предложению комбрига Д. Г. Павлова) часть броневиков решили вооружить 37-мм пушкой Пюто (Puteaux) (вероятно, часть орудий с неисправных танков Рено FT) с установкой в башне и пулемёта. На несколько бронемашин установили башни с разбитых и не подлежащих восстановлению Т-26, БТ-5 или БА-6 или −3, по некоторым данным 45-мм пушку так же ставили в башни оригинальной испанской разработки.
Кроме советской башни этот броневик имел индивидуальное оформление носа (бронирование лобовой части корпуса, крылья упрощённой формы, отсутствие «жабер» вентиляции моторного отсека, бронекрышка горловины радиатора сдвинута к диаметральной плоскости), что наталкивает на мысли об установке другого двигателя.

### Сноски
1. ↑  то есть передних частей обращённых ко лбу — вперёд